# Robbenplate
De Robbenplate is een vuurtoren in het zuidoostelijke deel van de Noordzee (Duitse Bocht), in het estuarium van de Wezer. Hij is in 1923/24 gebouwd en staat ten westen van de gelijknamige zandbank. Voor het metselwerk van de toren zijn stenen van hard gebrande kalk gebruikt, voor de vloeren stalen liggers met betonopvulling, als bekleding aluminiumplaten en op vijf hoog een stalen toren.
Tussen 1922 en 1928 liet de waterbouwkundig ingenieur Ludwig Plate het vaarwater voor de scheepvaart verleggen van de Wurster Geul naar de Fedderwarder Geul. Deze verandering maakte het nodig dat de bakens voor de scheepvaart aangepast moesten worden aan de nieuwe situatie. In een paar jaar werden de lichtlijnen van Imsum en Robbenplate, samen met de lichtbakens Robbennordsteert, Langlütjennordsteert, Langlütjensand, Wremerloch en Imsum opgericht. De vuurtoren Robbenplate was allereerst bedoeld als solitair lichtbaken en ging in 1931 samen met de Robbenplate UF een lichtlijn vormen. Op de top van de toren werd het van vuurtoren Meyers afkomstige gietijzeren lichthuis geplaatst.
In 1959/1960 werd op de vuurtoren de eerste radarantenne geïnstalleerd voor de veiligheid van de scheepvaart op de Außenweser.
In 1984 werd de radarvoorziening van de Außenweser vernieuwd, omdat de grotere radarantenne vanwege de trillingen van de toren niet meer kon opnemen, waarbij de oude werd afgebroken.
In 1988 werd de toren door een mast verlengd en het licht van de lichtlijn erop geïnstalleerd, om te voldoen aan de hogere eisen die gesteld werden aan de lichtlijn.
In 1992 werd het metselwerk van de toren bekleed met aluminium om het te beschermen tegen vocht.